# Ferrari 599 GTB Fiorano
Ферари 599 GTB Fiorano е най-новият двуместен GT автомобил на Ферари, заменящ 575M Maranello. 599 GTB дебютира на Автомобилния салон в Женева на 28 февруари 2006 г. Дизайнът е дело на студиото Пининфарина под ръководството на Франк Стефенсон. Името на автомобила идва от работния обем на неговия двигател (5999 см3), видът на каросерията – GT берлинета и тестовата писта на Ферари – Фиорано.

## Дизайн и каросерия
В проектирането на 599 GTB са залегнали няколко основни цели – да бъде надскочено удоволствието от шофирането на предходни модели като F40; да бъдат постигнати немислими преди динамични характеристики чрез използването на технологии пряко заимствани от Формула 1; и последно – всичко това да не доведе до пожертване на вътрешното пространство, комфорта, удобството на използването на автомобила и неговата безопасност.
Купето и рамата са изцяло от алуминий, което означава 100 кг по-ниска маса в сравнение с предшественика 575M, независимо че новият модел е с 250 мм по-дълъг. Тъй като двигателят е с 8% по-лек и компактен от предишната версия, той е разположен по-назад в двигателния отсек, което означава, че близо 85% от масата на автомобила е разположена между предния и задния мост.
Окачването е снабдено с амортисьори с променлива твърдост, която се контролира по електронен път за подобряване на стабилността на аавтомобила, но може да бъде контролирана и от шофьорското място. Така окачването елиминира с 30% повече неравности по пътя в сравнение с окачването на 575M без да бъдат накърнени качествата на автомобила в завой.
Смяната на скоростите се осъществява чрез 6-степенна ръчна или 6-степенна секвенционална скоростна кутия с електронно превключване чрез лостчета на волана, заимствана отново от Формула 1. В 599 GTB дебютира и новата система за контрол на сцеплението, наречена F1-Trac, разработена с помощта на седемкратния световен шампион във Формула 1 Михаел Шумахер.

## Двигател
Взетият от Enzo V12 двигател Tipo F133F с работен обем 5999 см3 и ъгъл между блоковете 65° дава мощност от 620 к.с. (456 kW) при 7600 об./мин., което прави 599 GTB най-мощният сериен автомобил на Ферари. Въртящият момент от 608 Nm също е висок в сравнение с останалите GT-модели на производителя. Повечето модификации по двигателя са свързани с намаляването на неговата височина, за да може той да се побере под предния капак на автомобила. По данни на производителя, максималната скорост на колата надхвърля 330 км/ч, ускорението от 0 до 100 км/ч е 3,7 сек., а от 0 до 200 км/ч – 11 секунди.
Тези резултати обаче са подобрени в практически тестове, проведени от различни институции. Например в тест на сп. Evo Magazine е постигнато време за ускорение от 0 до 100 км/ч от 3,5 сек., а сп. Road and Track от май 2006 г. докладват за постижение от само 3,2 сек.